# سامي عامري
سامي عامري (1975-) تونسي حاصل على دكتوراه في مقارنة الأديان. مؤلف ومحاضر وباحث في الأديان المقارنة والمذاهب المعاصرة. والمشرف العلمي على مبادرة البحث العلمي لمقارنة الأديان وأحد مؤسسيها. تتمحور اهتماماته البحثية في مجالات عدة، منها: مقارنة الأديان، والمذاهب المعاصرة، والاستشراق، ويقدم فيها الكتب والتسجيلات المرئية.

## المؤلفات
- براهين وجود الله: في النفس والعقل والعلم.[2]
- براهين النبوة: والرد على اعتراضات المستشرقين والمنصرين.[3]
- العلم وحقائقه: بين سلامة القرآن الكريم وأخطاء التوراة والإنجيل.[4]
- الإلحاد في مواجهة نفسه: حقيقة الإلحاد على ألسنة فلاسفته ورموزه.[5]
- الوجود التاريخي للأنبياء وجدل البحث الأركيولوجي: شبهات وردود.[6]
- شبهات تاريخية حول القرآن الكريم: عرض ونقد.[7]
- تحريف الإنجيل: حقيقته، ومناهج دراسته، ومآلاته. [8]
- سرقات وأباطيل: قراءة نقدية لكتاب خزعل الماجدي «أنبياء سومريون» المشكك في الأنبياء والآباء [9]
- هل القرآن الكريم مقتبس من كتب اليهود والنصارى؟[10]
- العلموية: الأدلجة الإلحادية للعلم في الميزان.[11]
- فمن خلق الله؟: نقد الشبهة الإلحادية "إذا كان لكل شيء خالق، فمن خلق الله؟" في ضوء التحقيق الفلسفي والنقد الكوسمولوجي.[12]
- لماذا يطلب الله من البشر عبادته؟: الرد على شبهة غياب الحكمة عن أمر الله البشر أن يعبدوه.[13]
- مشكلة الشر ووجود الله: الرد على أبرز شبهات الملاحدة.[14]
- العالمانية طاعون العصر: كشف المصطلح وفضح الدلالة.[15]
- البشارة بنبي الإسلام في كتب اليهود والنصارى.[16]
- الحداثيون العرب والعدوان على السنة النبوية.[17]
- براءة القرآن الكريم من القول المشين: الرد على المنصّرين زعمهم وجود ألفاظ وصور خادشة في كتاب الله. [18]
- النسوية الإسلامية: بين الانسلاخ والتلفيق[19]
- الحجاب شريعة الله في الإسلام واليهودية والنصرانية.[20]
- المرأة بين الإسلام والإلحاد والنصرانية[21]
- استعادة النص الأصلي للإنجيل: في ضوء قواعد النقد الأدنى – إشكاليات التاريخ والمنهج.[22]
- بشرى موسى عليه السلام بمحمد صلى الله عليه وسلم لا بيسوع :مع مناظرة بين أحمد ديدات وقسيس.[23]

## روابط خارجية
- كتب سامي عامري على موقع مكتبة القمر